# Andreas Butz (Orgelbauer)
Andreas Butz (Putz) (* in Roßwangen, Vorderösterreich; † 25. Februar 1657 in Passau) arbeitete hauptsächlich in Passau als Orgelbauer.

## Leben
Andreas Butz wurde, vermutlich zwischen 1580 und 1590, in Roßwangen geboren, das damals zu Vorderösterreich gehörte und von Innsbruck aus verwaltet wurde. Im Jahre 1612 wird Butz (auch: Putz, Puz und Buz) als Orgelmacher bezeichnet, der „der zeidt in saltzburg“ (derzeit in Salzburg) lebe und, dass er „sich von Salzpurg geen Passaw zubegeben“ (sich von Salzburg gen Passau begeben) wolle. Im Juni 1613 wurde er als „Inwohner“ in die Stadt Passau aufgenommen. 
Anfänglich arbeitete er mit dem Passauer Orgelmacher Matthias Aigner zusammen, später mit Niklaus Lamprecht und Johannes Freundt. Am 29. Jänner 1621 verlieh ihm der Bischof von Brixen ein eigenes Wappen, das unter anderem drei Orgelpfeifen auf blauem Grund im Schild führt. Er war, spätestens ab 1636, Mitglied im Rat der Stadt Passau und zwischen 1645 und 1657 zudem Pfleger des Hl.-Geist-Spitals. 1640 oder 1641 unternahm Johann(?) Puz eine Wallfahrt nach St. Wolfgang. Dabei besuchte er den Pfarrer von Thalgau, dem er daraufhin einen Kostenvoranschlag mit „beӱkhombende[m] Visier“ für ein Positiv übersandte, die Anschaffung kam nicht zustande. Seine Orgeln, die von hervorragender Qualität waren, lieferte er vor allem nach Bayern, Tirol und Oberösterreich. 
Sein Sohn Jakob († 30. Oktober 1693 in Tulln) und Enkelsohn Martin (* 10. November 1666; † 9. März 1707 in Passau) waren ebenfalls als Orgelbauer tätig.

## Andreas Butz (Auswahl)
Die Liste führt einige seiner nachgewiesenen Neubauten auf.
Die Größe der Instrumente wird in der fünften Spalte durch die Anzahl der Manuale und die Anzahl der klingenden Register in der sechsten Spalte angezeigt. Ein großes „P“ steht für ein selbstständiges Pedal.
| Jahr      | Ort           | Kirche                         | Bild | Manuale | Register | Bemerkungen |
| --------- | ------------- | ------------------------------ | ---- | ------- | -------- | --- |
| 1613      | Schwaz        | Franziskanerkirche             |      | I       | 12       | |
| 1614      | Tegernsee     | Klosterkirche                  |      | I       | 7        | |
| 1617      | Maria Saal    | Marienkirche                   |      |         |          | größere Arbeiten                                                                                                 |
| 1618      | Bozen         | Franziskanerkirche             |      | II      | über 17  | Flügeltüren erhalten                                                                                             |
| 1618      | Lienz         | Pfarrkirche                    |      |         |          | Gehäuse mit Flügeltüren erhalten, Pfeifenmaterial teilweise                                                      |
| 1619      | Villach       | Pfarrkirche                    |      |         | 15       | Gehäuse erhalten                                                                                                 |
| 1620      | Brixen        | Klarissenkirche                |      |         |          | |
| 1620/1621 | Brixen        | Dom                            |      |         |          | größere Arbeiten an beiden Orgeln und am Chorpositiv                                                             |
| 1621/1622 | Brixen        | Pfarrkirche                    |      |         |          | Umbau und Tieferstimmung                                                                                         |
| 1623/1624 | Kremsmünster  | Stiftskirche                   |      |         |          | |
| 1628      | Passau        | Maria-Hilf                     |      |         |          | |
| 1629      | Innichen      | Stiftskirche                   |      |         |          | Hauptgehäuse mit Flügeltüren erhalten, Pfeifen teilweise                                                         |
| 1630      | Innichen      | Pfarrkirche                    |      |         |          | Hauptgehäuse mit Flügeltüren erhalten, Pfeifen teilweise                                                         |
| 1633/1634 | Schlägl       | Stiftskirche                   |      | II      | 21       | 1988–1990 Restaurierung auf den Zustand von 1708, als Johann Christoph Egedacher einen Umbau durchführte → Orgel |
| 1635      | Seitenstetten | Stiftskirche                   |      |         |          | Chorpositiv |
| 1636      | Rohrbach      | Stadtpfarrkirche Rohrbach      |      | I       | 7        | |
| 1636      | Aigen         | Pfarrkirche Aigen im Mühlkreis |      |         |          | |
| 1636/1637 | Lambach       | Benediktinerstift              |      | I       | 6        | großes Positiv mit manualem 16′-Register (Fragment erhalten)                                                     |
| 1637      | Deggendorf    | Mariä Himmelfahrt              |      |         |          | 1749 ersetzt durch einen Neubau von Johann Konrad Brandenstein (II/P/15)                                         |
| 1638      | Reichersberg  | Augustinerchorherrenstift      |      |         |          | |
| 1639      | Lambach       | Tor-Turm                       |      |         |          | Hornwerk |
| 1641      | Thalgau       | Pfarrkirche St. Martin         |      | I       | 4        | Entwurf von Johann Butz (!), der nicht ausgeführt wurde.                                                         |
| 1641      | Freyung       | Pfarrkirche                    |      |         |          | |
| 1653/1654 | Kremsmünster  | Stiftskirche                   |      |         |          | Positiv für die Tafelstube u. a.                                                                                 |

## Jakob Butz
| Jahr | Ort               | Kirche                        | Bild | Manuale | Register | Bemerkungen                                         |
| ---- | ----------------- | ----------------------------- | ---- | ------- | -------- | --------------------------------------------------- |
| 1655 | Thalheim bei Wels | Pfarrkirche Thalheim bei Wels |      |         |          | nicht erhalten, seit 1886 Orgel von Josef Mauracher |
| 1668 | Burghausen        | St. Jakob (Burghausen)        |      |         |          | nicht erhalten, seit 1986 Orgel von Rieger Orgelbau |
| 1674 | Pettenbach OÖ     | Pfarrkirche Pettenbach        |      |         |          |                                                     |
| 1685 | Berchtesgaden     | Pfarr- und Stiftskirche       |      |         |          | nicht erhalten                                      |
| 1686 | Wels              | Stadtpfarrkirche Wels         |      |         |          | nicht erhalten                                      |